# Ledermesser

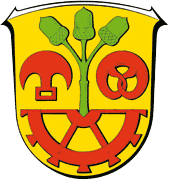
Ledermesser im Wappen von Mühltal

Das Ledermesser ist in der Heraldik eine gemeine Figur und ist in Wappen selten zu finden.
Das Handwerkzeug aus dem Bereich Sattlerei und Schusterei ist zum Zurichten von Lederwaren geeignet. Von den verschiedenen Formen ist die wiegenblattartige Halbmond-Form für die Heraldik die Bevorzugte. Verschiedene Begriffe, wie Sattlermesser, Halbmondmesser und Halbmond der Schuhmacher sind bekannt und bezeichnen die Figur. Im Zunftwappen des Schusters ist es abgebildet. Farblich ist in der Heraldik alles möglich. Das Messer kann schnell mit anderen Wappenfiguren verwechselt werden. So sieht die Wurfparte im Wappen ähnlich aus. Auch mit einer ähnlichen Form der Wolfsangel ist eine Verwechselung möglich. Die Darstellung mit der Klinge zum Schildhaupt oder zum Schildfuß zeigend, ist bevorzugt.